# 市井三郎
市井 三郎（いちい さぶろう、1922年（大正11年）6月18日 - 1989年（平成元年）6月28日）は、日本の哲学者（分析哲学・社会思想）。

## 経歴
1927年、大阪府生まれ。大阪大学理学部を卒業後、マンチェスター大学を経てロンドン大学大学院哲学科修了。1954年（昭和29年）に愛知教育大学助教授を経て、1961年（昭和36年）以後は成蹊大学教授。
戦後、鶴見俊輔らが主催する思想の科学研究会に加わり、雑誌『思想の科学』を編集し、執筆を連載する。1970年代に鶴見和子・山田慶児・桜井徳太郎らと「思想の冒険」グループに参加した。『思想の科学』編集長もつとめた。1980年代には山口一郎・加々美光行・山本恒人らと文化大革命の研究グループも組織した。

## 研究内容・業績
- 歴史必然論的な進歩史観を批判し、転換期に決定的な役割を果たす『キー・パースン（key-person）』を重視する歴史観を提唱した[3]。
- バートランド・ラッセルの研究者でもあり、数々の訳書を残した。

## 著作
- 『ホワイトヘッドの哲学』（弘文堂、アテネ新書） 1956年、のち第三文明社、レグルス文庫 1980年
- 『哲学的分析：社会・歴史・論理についての基礎的試論』（岩波書店） 1963年
- 『「明治維新」の哲学』（講談社現代新書） 1967年　ISBN 978-4061155213、のち改題『思想からみた明治維新：「明治維新」の哲学』（講談社学術文庫） 2004年　ISBN 978-4061596375
- 『歴史の進歩とはなにか』（岩波新書） 1971年　ISBN 978-4004130024
- 『近代への哲学的考察』（れんが書房） 1972年
- 『歴史を創るもの』（第三文明社、レグルス文庫） 1978年　ISBN 978-4476010923
- 『近世革新思想の系譜』（新NHK市民大学叢書） 1980年　ISBN 978-4140120415
- 『人類の知的遺産 ラッセル』（講談社） 1980年　ISBN 978-4061453661

### 共編著
- 『科学の哲学』（河出書房、現代人の思想20） 1968年
- 『開国の苦しみ』（三一書房、明治の群像 第1） 1969年
- 『伝統的革新思想論』（布川清司共著、平凡社） 1972年
- 『人類の行方』（河合武編、みすず書房） 1972年 - 河合武との対談「哲学者の心配」
- 『思想の冒険 - 社会と変化の新しいパラダイム』（鶴見和子共編、筑摩書房） 1974年
- 『武田範之[4]伝 - 興亜前提史』 （滝沢誠共編、日本経済評論社） 1989年　ISBN 978-4818816312

## 翻訳
- 『アインシュタイン晩年に想う』（アインシュタイン、中村誠太郎, 南部陽一郎共訳、日本評論社） 1950年
- 『神々の愛でし人 世紀の数学者エヴァリスト・ガロアの生涯』[5]（レオポルト・インフェルト、日本評論社） 1950年
- 『真実の探求 - 科学者の生長』[6]（レオポルト・インフェルト、日本評論社） 1950年
- 『アメリカ哲学史』[7]（H・G・タウンセント、岩波書店） 1951年
- 『科学哲学の形成』[8]（ハンス・ライヘンバッハ、みすず書房） 1954年
- 『象徴作用』[9]（ホワイトヘッド、河出書房、世界大思想全集 17） 1955年
- 『コミュニケーションとは何か』[10]「コミュニケーション」（A.J.エイヤー、みすず書房） 1957年
- 『ボルツマン - 現代科学のパイオニア』[11]（E・ブローダ（英語版）、みすず書房） 1957年
- 『歴史主義の貧困 - 社会科学の方法と実践』[12]（カール・R・ポパー、久野収共訳、中央公論社） 1961年　ISBN 978-4120004759
- 『百万人の科学概論』（J・L・シング[13]

（平凡社、世界教養全集 29） 1961年

### ジョージ・ガモフ
- 『原子探検のトムキンス』[14]（ガモフ、伏見康治共訳、白揚社） 1950年、のちガモフ全集 第4巻 1951年
- 『生命の国のトムキンス』[15]（ガモフ、白揚社、ガモフ全集 第8巻） 1953年
- 『月』[16]（ガモフ、白揚社、ガモフ全集 第9巻） 1954年
- 『太陽と月と地球と』（ガモフ、白井俊明共訳、白揚社、ガモフコレクション 2） 1991年　ISBN 978-4826910521 - 前掲の『月』（1954）他を白揚社が編集したもの

### バートランド・ラッセル
- 『西洋哲学史』[17]（バートランド・ラッセル、みすず書房）  1954年 - 1956年
- 『人類の将来 - 反俗評論集』[18]（B・ラッセル、山田英世共訳、理想社） 1958年
- 『科学と人間社会』[19]（ラッセル、河出書房、世界思想教養全集 16） 1964年

### ジョン・サマヴィル
- 『ソヴェートの哲学 その理論と現実』[20]（ジョン・サマヴィル[21]、理想社） 1951年
- 『科学入門 - 科学の方法と歴史』[22]（ジョン・サマヴィル

、白揚社） 1955年
- 『試練の現代文明』[23]（ジョン・サマヴィル、久野収共訳、みすず書房） 1958年

## 関連書籍
- 『市民の論理学者・市井三郎』（ 鶴見俊輔, 花田圭介共編、思想の科学社） 1991年